# Enterocola gottoi
Enterocola gottoi is een eenoogkreeftjessoort uit de familie van de Enteropsidae. De wetenschappelijke naam van de soort is voor het eerst geldig gepubliceerd in 1992 door Conradi, Lopez-Gonzalez & Garcia-Gomez.